# Белькачі
Белькачі (якут. Бэлькичи, рос. Белькачи) — село Усть-Майського улусу Республіки Саха, Росія. Населення — 174 особи (2007).

## Відомі люди
- Єхануров Юрій Іванович — український політик, прем'єр-міністр України.